# Si Tout S’arrête
A Si Tout S'arrête a második kimásolt dal a Simply Believe című 2004-ben megjelent Bonnie Tyler albumról. A dal az 1977-es világslágerének, az It’s a Heartachenek a félig angol, félig francia nyelvű átirata amelyet Bonnie Tyler és Kareen Antonn adja elő duettben. Bonnie többnyire angolul, de több sort is franciául énekel. A kislemez bár nem ért el akkora sikert, mint a Si Demain... (Turn Around), ami szintén a kettejük kétnyelvű duettje, mégis szép toplistás helyezéseket eredményezett illetve Belgiumban aranylemez minősítést ért el 25,000 eladott példány után. A dalhoz nem készült videóklip. A It’s a Heartache 2005-ös verziója, amely a Wings című lemezen jelent meg, tulajdonképpen ennek a dalnak az angol nyelvű verziója, vagyis az eredeti szöveg csak Bonnie Tyler előadásában.

## Kislemez
| # | Dalcím                              | Zeneszerző  | Producer    | Hossz |
| - | ----------------------------------- | ----------- | ----------- | ----- |
| 1 | Si Tout S'arrête (It’s A Heartache) | Scott/Wolfe | Faouze Krem | 3:25  |

## Toplista
| Si Tout S'arrête | Legjobb helyezés |
| ---------------- | ---------------- |
| Belgium          | 7                |
| Lengyelország    | 10               |
| Franciaország    | 12               |
| Svájc            | 25               |
| Euro Chart       | 27               |